# Sydney Howard Vines
Prof. Dr. Sydney Howard Vines (31 de diciembre de 1849 , Ealing - 4 de abril de 1934 , Exmouth) fue un botánico y profesor inglés.
Era hijo de William Reynolds y de Jessie Robertson. Efectuó sus estudios en el Guy's Hospital de Londres y en el Christ's College de Cambridge; obteniendo su Bachelor of Sciences en 1873, su Bachelor of Arts en 1876, su Master of Arts en 1879 y su Doctorat of Sciences en 1879 como en 1883
Se casa con Agnes Bertha Perry en 1884. Es profesor en el Christ’s College de 1867 a 1888. Y ocupa la cátedra Sherardiana de Oxford de 1888 a 1919.
Vines fue elegido miembro de la Royal Society en 1885, de la Sociedad linneana de Londres (que presidirá de 1900 a 1904).
Es director de la publicación Annals of Botany de 1887 a 1899.

## Algunas publicaciones
- Lectures on the Physiology of Plants. 1886[4]
- A Student’s Text-Book of Botany. 1895[5]

### En coautoría
- Science Lectures at South Kensington. 1878
- An Elementary Text-book of Botany. 1880
- A Course of Practical Instruction in Botany . 1887
- Text-book of Botany, Morphological and Physical. 1892
- An Account of the Herbarium of the University of Oxford. 1897
- An Elementary Text-book of Botany: From the German of Dr. K. Prantl . 1898
- The Dillenian Herbaria, (1907).[6]

## Honores

### Eponimia
- (Juncaceae) Luzula vinesii Murr[7]
- La abreviatura «Vines» se emplea para indicar a Sydney Howard Vines como autoridad en la descripción y clasificación científica de los vegetales.[8]